# Vrydagzynea nuda
Vrydagzynea nuda är en orkidéart som beskrevs av Carl Ludwig von Blume. Vrydagzynea nuda ingår i släktet Vrydagzynea och familjen orkidéer. Inga underarter finns listade i Catalogue of Life.